# Frenštát pod Radhoštěm
Frenštát pod Radhoštěm (tjekkisk udtale: [ˈfrɛnʃtaːt ˈpod radɦoʃcɛm]; tysk: Frankstadt (unter dem Radhoscht)) er en by i distriktet Nový Jičín i regionen Mähren-Schlesien i Tjekkiet med omkring 11.000 indbyggere. Den historiske bymidte er velbevaret og er beskyttet ved lov som et kulturmonument.

## Geografi
Frenštát pod Radhoštěm ligger omkring 15 km sydøst for Nový Jičín og 27 km syd for Ostrava. Den ligger hovedsageligt i højlandet Podbeskydská Pahorkatina. Den vestlige del af området strækker sig ind i de Mæhrisk-schlesiske Beskider og indeholder det højeste punkt i Frenštát pod Radhoštěm, bakken Vlčina ved 532 m over havets overflade. Bjerget Radhošť, som er indeholdt i byens navn, ligger syd for byen uden for kommunens område. Byen ligger ved sammenløbet af floderne Lomná og Lubina.

## Historie
Den første skriftlige omtale af Frenštát er fra 1382. Den blev sandsynligvis grundlagt under koloniseringen mellem 1293 og 1316. I 1473 blev den først omtalt som en købstad. I 1500-tallet blev det en velstående købstad med udviklet handel og kunsthåndværk.
Trediveårskrigen ramte byen alvorligt, da den blev brændt ned i 1626 og besat af svenskerne i 1646. Den sorte død ramte også Frenštát. I det 17. århundrede voksede økonomien, muligvis på grund af at blive koloniseret af valacherne. I 1781 blev Frenštát forfremmet til en by.
I anden halvdel af 1800-tallet indtraf industrialiseringen. Vævning skiftede til mekanisk fabriksproduktion, andre vigtige industrier var farvning, trikotage og produktion af træmøbler. Udviklingen blev understøttet af åbningen af jernbanen i 1888. I 1921 blev Frenštát omdøbt til Frenštát pod Radhoštěm. Udviklingen sluttede med 2. verdenskrig, da byen blev besat af aksen, men blev befriet den 6. maj 1945. Efter krigen var der et omfattende boligbyggeri.

## Galleri
- Sankt Martin kirken
- Míru-pladsen
- Johannes Døberens kirke
- Banegården